# Ceraspis rufoscutellata
Ceraspis rufoscutellata är en skalbaggsart som beskrevs av Moser 1919. Ceraspis rufoscutellata ingår i släktet Ceraspis och familjen Melolonthidae. Inga underarter finns listade i Catalogue of Life.